# 蒙克頓體育場
蒙克頓體育場(法語：Stade Moncton)是一座位於加拿大新布藍茲維蒙克頓蒙克頓大學校園內的田徑場，是為了舉辦2010年世界青年田徑錦標賽而興建的。